# کیلاویا
کیلاویا (به انگلیسی: Kīlauea؛ تلفظ English: ‎/ˌkiːlaʊˈeɪə/‎ KEE-low-AY-ə همچنین تلفظ آمریکایی: US: ‎/ˌkɪləˈweɪə/‎ KIL-ə-WAY-ə؛ هاواییایی: [ti:lɐwˈwɛjə]) یک کوه آتشفشان سپری در حال حاضر فعال در جزایر هاوایی آمریکا است. این کوه فعال‌ترین آتشفشان از پنج آتشفشانی است که با هم جزیره هاوایی را شکل داده‌اند.

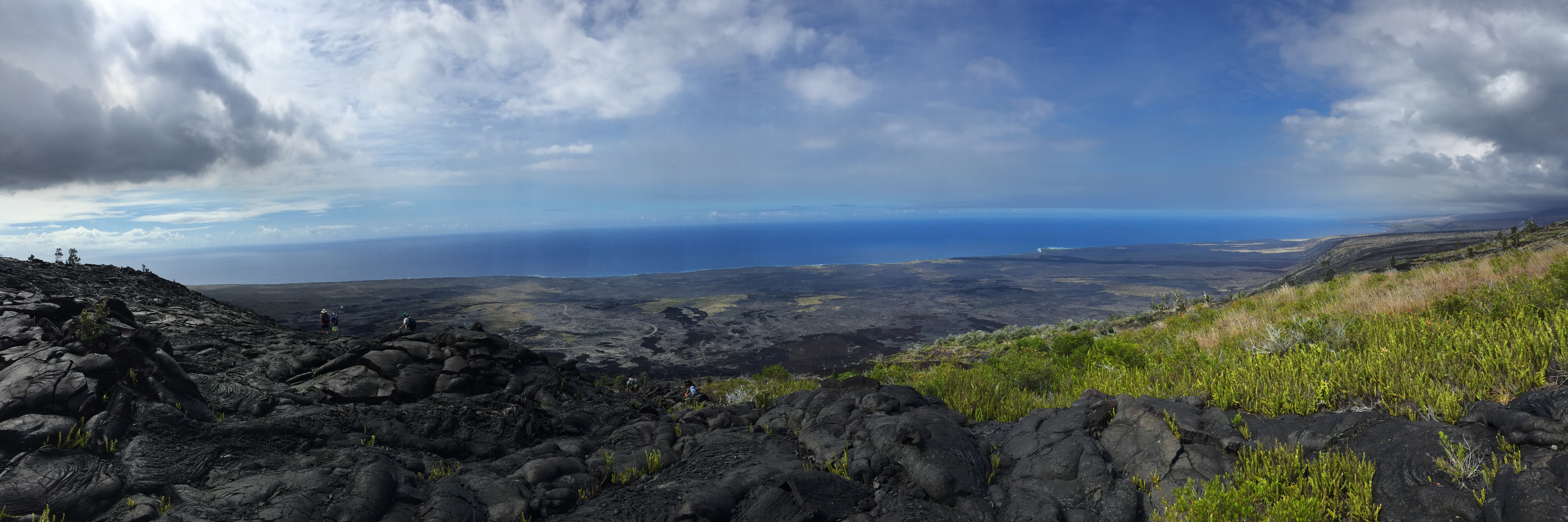
نمایی از کیلاویا شرقی شکاف منطقه گرفته شده توسط هیئت اعزامی سازمان زمین‌شناسی آمریکا.

این آتشفشان که در امتداد ساحل جنوبی جزیره واقع است بین ۳۰۰٬۰۰۰ تا ۶۰۰٬۰۰۰ سال عمر دارد و در حدود ۱۰۰٬۰۰۰ سال پیش از سطح دریا بیرون زده‌است. این آتشفشان دومین جوانترین تولید تفتگاه هاوایی است.
به دلیل فقدان ارتفاع نسبی و فعالیت، از لحاظ تاریخی، کیلاویا همواره همراه با ماونا لوا و به عنوان یکی از اقمار آن همسایه بسیار بزرگتر تصور می‌شده‌است.
کیلاویا ۱٬۲۴۶٫۹۵ متر بالاتر از سطح دریا واقع شده و از حدود سه دهه قبل تاکنون در حال فعالیت است.
کیلاویا در زبان هاوایی به معنای «فوران کردن» یا «بسیار عظیم» است و اشاره به تکرار فوران این کوه دارد. در ۴ ماه مه ۲۰۱۸ فوران این آتشفشان باعت تخلیه بیش از ۲۰۰۰ نفر شد.